# لورنس ريتشاردسون
لورنس ريتشاردسون (بالإنجليزية: Laurence Richardson)‏ هو ممثل بريطاني، ولد في 22 يونيو 1975 بلندن في المملكة المتحدة.

## وصلات خارجية
- لورنس ريتشاردسون على موقع IMDb (الإنجليزية)
- لورنس ريتشاردسون على موقع ألو سيني (الفرنسية)
- لورنس ريتشاردسون على موقع قاعدة بيانات الفيلم (الإنجليزية)
- لورنس ريتشاردسون على موقع كينوبويسك (الروسية)